# 鴬着寺 (塩尻市)
鴬着寺（おうちゃくじ）は 長野県塩尻市贄川にある曹洞宗の寺院。山号は飛梅山。

## 歴史
塩尻市奈良井にある長泉寺の末寺である。
開創された年月や、開山・開基などの由緒については不詳となっている。
鴬着寺の名は加賀藩の前田家の大名が中山道を通行する途中で、この地に立ち寄った際に、僧が当時無名であった草庵に寺号をつけてほしいと請うた。
その時にウグイスのさえずりを聞いた前田家の大名が、飛梅山 鴬着寺と名付けたという。
延宝元年(1673年)、長泉寺九世の梅應築薫が中興開山した。
天和3年(1683年)、梅應築薫が遷化した。鴬着寺には梅應築薫の位牌が安置されている。
元文元年(1737年)に焼失したが、その後再建された。
住職については明治14年(1881年)以前の記録が無く、
明治15年(1882年)に藤沢篤宗が住職となったものの、まもなく遷化したため、しばらく長泉寺の住職が兼務していたが、
明治17年(1883年)に佐々木俊求が住職となった。

## 境内
本堂と庫裏がある。片平の墓地は、寺から離れた桜沢との中間にある。